# Фино дел Монте
Фино дел Монте (итал. Fino del Monte) је насеље у Италији у округу Бергамо, региону Ломбардија.
Према процени из 2011. у насељу је живело 1127 становника. Насеље се налази на надморској висини од 695 м.

## Становништво
Према резултатима пописа становништва 2011. у општини је живело 1.131 становника.
| 1936. | 1951. | 1961. | 1971. | 1981. | 1991. | 2001. | 2011. |
| ----- | ----- | ----- | ----- | ----- | ----- | ----- | ----- |
| 758   | 907   | 899   | 820   | 833   | 977   | 1.116 | 1.131 |